# Finlands författare 1809-1916
Finlands författare 1809-1916 (finska: Suomen kirjailijat 1809-1916) är ett biografiskt uppslagsverk som presenterar finländska författare verksamma under Finlands autonoma tid. Verket utgavs år 1993 som ett samarbete mellan Finska litteratursällskapet och Svenska litteratursällskapet i Finland. Verket omfattar 1471 författare på 954 sidor.

## Innehåll och omfattning

### Urvalsprinciper
Matrikeln inkluderar finländska författare som skrivit på både finska och svenska och som inledde sin litterära verksamhet under den autonoma tiden (1809-1916). Även författare som började skriva 1800-1808 finns med om deras produktion huvudsakligen hänför sig till tiden efter 1809. Utöver skönlitterära författare omfattar verket även översättare, författare till reseskildringar, memoarer, krigsskildringar och religiösa verk, samt kulturhistoriker och litteraturforskare.
Publikationernas sidantal har inte varit avgörande för urvalet. Bland de inkluderade finns:
- Periodens centrala diktare, även om de inte gett ut separata verk
- Tidningsskribenter och allmogeförfattare
- Personer som skrivit för kalendrar och andra publikationer
- Bearbetare och översättare

För perioden efter 1860-talet, när det finska språket och litteraturen nått en etablerad ställning, tillämpades gradvis striktare urvalsprinciper. Även författare som flyttat utomlands har inkluderats om minst ett av deras verk publicerats i Finland.

### Uppgifter i matrikeln
För enskilda författare presenteras:
- Biografiska uppgifter om bakgrund, utbildning och karriär
- Bibliografi över författarens centrala produktion i kronologisk ordning
- Information om småskrifter och tidningsartiklar
- Översättningar och redigeringar
- Bidrag i antologier
- Recensioner av verken
- Källitteratur och artiklar om författaren

## Bokserie över Finlands författare
Verket är en del i en serie där tidigare utgivna delar är Finlands författare 1917-1944 och Finlands författare 1945-1980. Informationen från alla tre matriklar förvaras i en databas vid Finska litteratursällskapet och uppdateras kontinuerligt.

## Redaktion
Redaktionen bestod av Maija Hirvonen, Lars Huldén, Simo Konsala, Kai Laitinen, Rauni Puranen och Johan Wrede. Flera institutioner bidrog till verket, däribland Helsingfors universitetsbibliotek, Finska Litteratursällskapets bibliotek och litteraturarkiv, Föreningen Brage och Finlands Teaterorganisationers Centralförbund.